# Magyarbagó

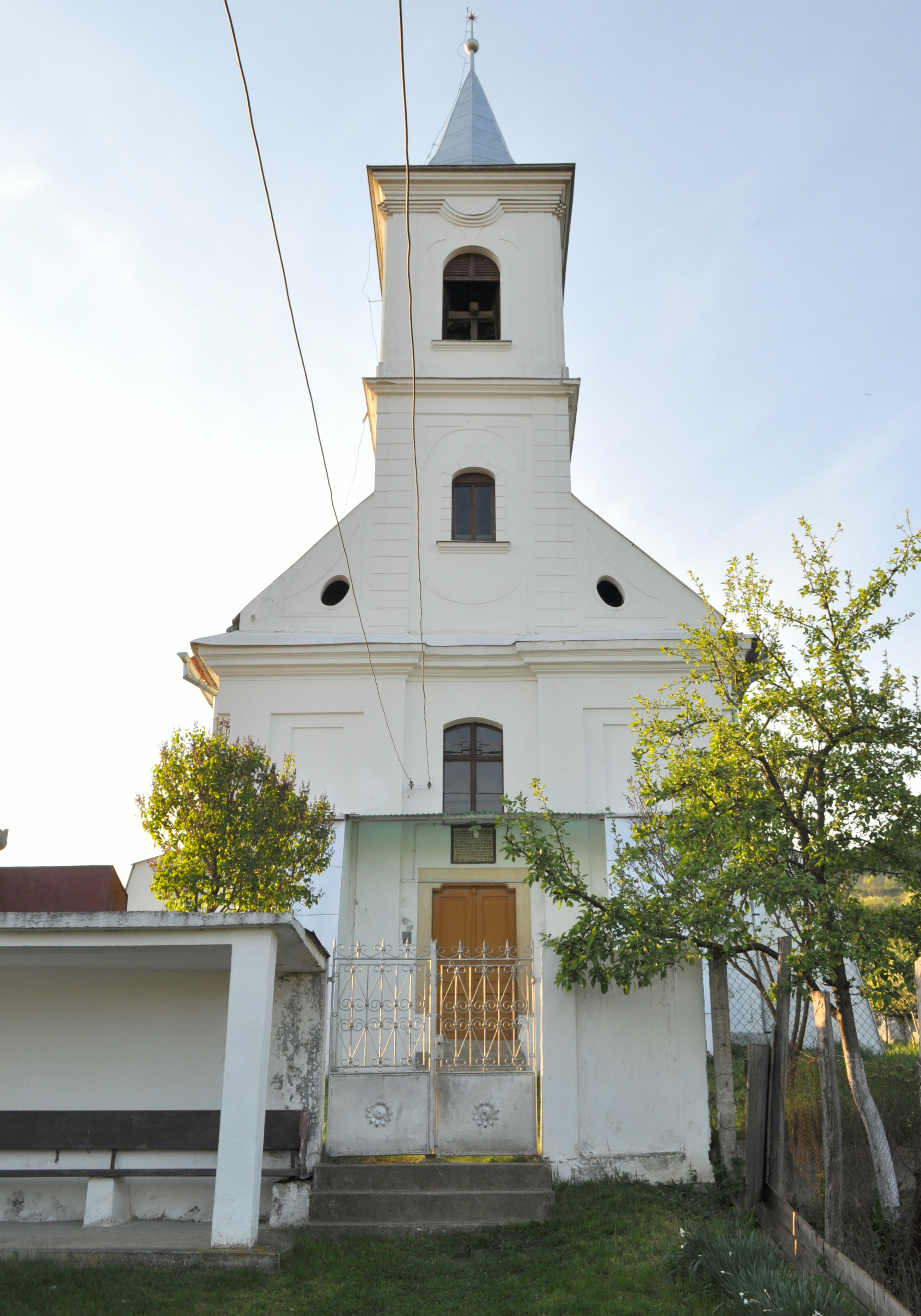
Református templom

Magyarbagó (románul: Bǎgǎu) falu  Romániában, Erdélyben, Fehér megyében.

## Fekvése
Nagyenyedtől hat kilométerre keletre fekszik.

## Nevének eredete
A Bagó személynévből való, amely etimológiailag megfelel a bagoly közszónak. 1296-ban említik először Bogo alakban, jelezve, hogy korábban Perech-nek hívták. 1431-ben Bagó.

## Története
Fehér, majd Alsó-Fehér vármegyei falu volt. 1329-ben a budai káptalan birtokolta, 1332-ben plébániatemploma volt. Református gyülekezete kezdetben anyaegyházközséget alkotott, de 1766-ban már Csombord filiája.
1910-ben 656 lakosából 532 volt román, 100 magyar és 24 cigány anyanyelvű; 558 görögkatolikus és 93 református vallású.
2002-ben 569 lakosából 452 volt román és 115 magyar nemzetiségű; 412 ortodox, 119 református és 36 görögkatolikus vallású.

## Látnivalók
- Feneketlen-tó (Tăul fără fund) tőzegláp a falutól két kilométerre északkeletre emelkedő hegy tetején, 440 méteres tengerszint feletti magasságban. 250×130 méteres területű (az éves csapadéktól is függően), 4–5 méter mély, részben 70–80 cm vastag tőzegmoha-takaró fedi. Növénytani érdekessége a kereklevelű harmatfű.[2] 2019-ben a tó mellett 8–12. századi település nyomait tárták föl, amely azonos lehet a későbbi forrásokban Pusztabagó néven említett faluval. Azt is megállapították a régészek, hogy a tó medrét a 14. században kikotorták, mélyítették, talán aszály elleni védekezésül.[3]
- Ortodox (korábban görögkatolikus) fatemploma 1733-ban épült. 1847-ben és 1855-ben átalakították.
- Református temploma 1803-ban épült.